# Coqs d'or
Pour les articles homonymes, voir Coq d'or.
Les Coqs d’or (chinois simplifié : 金鸡奖 ; chinois traditionnel : 金雞獎 ; pinyin : jīnjījiǎng) sont des récompenses cinématographiques parmi les plus prestigieuses en Chine continentale. Attribuées chaque année depuis 1981 par l'Association du cinéma chinois (zh), elles tiennent leur nom de l’année du coq, lors de laquelle a été créée la cérémonie.
Les gagnants, sélectionnés par un jury composé d’autres cinéastes, d’experts de films et d’historiens, reçoivent une statuette représentant un coq d’or.

## Liste de prix décernés
- Meilleur film (最佳故事片)
- Meilleure réalisation (zh) (最佳导演)
- Meilleur acteur (zh) (最佳男主角)
- Meilleure actrice (最佳女主角)
- Meilleur acteur dans un second rôle (zh) (最佳男配角)
- Meilleure actrice dans un second rôle (zh) (最佳女配角)
- Meilleur scénario (zh) (最佳编剧)
- Meilleur réalisateur débutant (zh) (最佳导演处女作)
- Meilleure photographie (zh) (最佳摄影)
- Meilleur montage (zh) (最佳剪辑)
- Meilleurs décors (zh) (最佳美术)
- Meilleure musique (zh) (最佳音乐
- Meilleur son (zh) (最佳录音)
- Meilleur film d'animation (zh) (最佳动画片)
- Meilleur film documentaire (最佳纪录片)
- Meilleur film étranger (zh) (佳外语片)
- Meilleur court métrage (zh) (最佳中小成本故事片)
- Coq d'or d'honneur (zh) (终身成就奖)
- Coq d'or spécial du jury (zh) (委会特别奖)

## Palmarès 2002

### Meilleur film traduit
- Pearl Harbor

## Palmarès 2004

### Meilleure actrice
- Zhang Ziyi pour le rôle de Young Mo / Young Li / Young Hua dans Jasmine Women (MO lí huā kāi 茉莉花开)

## Palmarès 2019

### Meilleur film
- The Wandering Earth (Liu lang di qiu)

## Palmarès 2022

### Meilleur film en langue étrangère
- Downton Abbey 2 : Une nouvelle ère (Downton Abbey: A New Era)